# Mark Elf
Mark Elf (* 13. Dezember 1949 in New York City) ist ein US-amerikanischer Jazzgitarrist und Arrangeur des Mainstream Jazz.

## Leben und Wirken
Elf studierte von 1969 bis 1971 am Berklee College of Music und arbeitete in den 1970er-Jahren bei Jimmy McGriff, mit dem erste Aufnahmen entstanden, ferner mit Charles Earland, Grachan Moncur III (Echoes of Prayer, 1974), Lou Donaldson und Heiner Stadler. 1987 legte er sein Debütalbum mit seinem Trio aus Paul Brown (Bass), Al Harewood bzw. Leroy Williams (Schlagzeug) vor. In den 1990er-Jahren arbeitete er unter anderem mit Jon Hendricks, Benny Golson (Ed's Next Move, 1996), The Heath Brothers und Jay Leonhart.
Im Bereich des Jazz war er zwischen 1973 und 2005 an 28 Aufnahmesessions beteiligt.

## Diskographische Hinweise
- Mark Elf Trio, Vol. 1 (Half Note, 1987)
- The Eternal Triangle (Jen Bay Jazz, 1988), mit Jimmy Heath, Hank Jones, Ray Drummond, Ben Riley
- A Minor Scramble (Jen Bay Jazz, 1996), mit Nicholas Payton, Eric Alexander, Benny Green, Peter Washington, Dennis Irwin, Gregory Hutchinson
- Trickynometry  (Jen Bay Jazz, 1997), mit Nicholas Payton, Christian McBride, Yoron Israel, Grady Tate, Miles Griffith
- Over The Airwaves (Jen Bay Jazz, 1999), mit Jay Leonhart, Ralph Peterson
- Swingin’ (Jen Bay, 2000), mit Aaron Goldberg, Robert Hurst, Winard Harper
- Liftoff (Jen Bay, 2005), mit David Hazeltine, Peter Washington, Lewis Nash